# Filip Reyntjens
Filip Reyntjens, né le 14 juin 1952, est un constitutionnaliste et politologue belge, professeur de droit et de sciences politiques à l'université d'Anvers. 
Reyntjens est spécialiste de l'Afrique subsaharienne, et notamment du Rwanda, premier pays sur lequel il a travaillé et auquel il consacre toujours une grande part de ses publications. Ses recherches portent principalement sur le droit constitutionnel, les politiques de développement et l'histoire de l'Afrique des grands lacs.

## Biographie

### Carrière
En 1975, alors qu'il travaille comme assistant de recherche à l'université d'Anvers, Reyntjens se voit proposer un poste à la faculté de droit de l'université nationale du Rwanda, à Butare. De 1976 à 1978, à la demande du président rwandais Juvénal Habyarimana, il participe à l'élaboration de la Constitution rwandaise. En 1983, il finalise sa thèse de doctorat : « Pouvoir et droit au Rwanda. Droit public et évolution politique, 1916-1973 ».
Par la suite, ses travaux de recherches s'élargissent à d'autres pays des Grands lacs, notamment le Burundi et la République démocratique du Congo.
Reyntjens est expert judiciaire auprès de la Cour pénale internationale, ainsi que du Tribunal pénal international pour le Rwanda jusqu'en 2005, date à laquelle il démissionne pour protester contre l'impunité des membres du Front patriotique rwandais (FPR).
Reyntjens dirige une publication annuelle, Afrique des grands lacs : annuaire, publiée par les éditions de L'Harmattan.

### Controverses
Dès 1990, Reyntjens critique fortement les thèses de Jean-Pierre Chrétien et son « école franco-burundaise ». Il les accuse notamment de minimiser à outrance l'existence des ethnies, d'appliquer au Rwanda les schémas du Burundi et de refuser tout débat, notamment en dénigrant leurs contradicteurs et en les accusant d'être racistes ou sympathisants des extrémistes hutus.
À propos du génocide des Tutsi au Rwanda, Reyntjens modifie progressivement ses positions au cours du temps, atténuant ses critiques contre la France et insistant davantage sur les responsabilités du Front patriotique rwandais, dont il a d'ailleurs dénoncé les crimes dès 1995. Reyntjens qualifie Paul Kagame de « plus grand criminel en fonction ». Tout en critiquant certains aspects du livre Noires fureurs, blancs menteurs de Pierre Péan, il considère que son enquête sur les réseaux pro-FPR en France et en Belgique est sérieuse et tout à fait intéressante[réf. nécessaire]. 
En 2017, la publication de son livre Le génocide des Tutsi au Rwanda dans la prestigieuse collection Que sais-je ?, déclenche une polémique dans le milieu universitaire, principalement à cause du chapitre sur les guerres du Congo. Reyntjens est accusé de surinterpréter le rapport Mapping de l'ONU et de reprendre sans réserve la thèse du double génocide faisant le jeu des négationnistes du génocide tutsi au Rwanda. Sébastien Jahan qualifie le livre de « malhonnête ». 
En 2021, Reyntjens critique le livre de Patrick de Saint-Exupéry La traversée - Une odyssée au cœur de l'Afrique. Il y voit un manque de méthodologie et un biais idéologique servant une propagande pro-Kigali. 

## Honneurs
Il est membre de l'Académie royale des sciences d'outre-mer, Classe des sciences humaines.

## Publications

### Ouvrages
- Burundi 1972-1988 : continuité et changement, Cahiers du CEDAF, 1989
- Bibliographie de droit rwandais, Kigali-Bruxelles, Faculté de droit du Rwanda-Bruylant, 1993
- L'Afrique des Grands lacs en crise : Rwanda, Burundi : 1988-1994, Paris, éditions Karthala, 1994
- Rwanda : trois jours qui ont fait basculer l'histoire, Bruxelles-Paris, Institut africain-L'Harmattan, « Cahiers Africains », 1995
- L'Afrique des grands lacs : annuaire, annuel, depuis 1996.
- La guerre des Grands lacs ; alliances mouvantes et conflits extraterritoriaux en Afrique centrale, éd. de L'Harmattan, 1999
- Rwanda, éd. de L'Harmattan, 2000
- (en) Filip Reyntjens, The Great African War: Congo and Regional Geopolitics, 1996-2006, Cambridge University Press, 2009 (ISBN 978-0-521-11128-7)
- La grande guerre africaine : instabilité, violence et déclin de l'État en Afrique centrale (1996-2006), « Le bruit du monde », Les Belles Lettres, 2012
- (en) Filip Reyntjens, Political Governance in Post-Genocide Rwanda, Cambridge University Press, 2013 (ISBN 978-1-107-04355-8)
- Le génocide des Tutsi au Rwanda, PUF, collection Que sais-je, 2017

#### Rapports
- Sujets d'inquiétude au Rwanda en octobre 1994, Anvers, 1994
- Rwanda. Les violations des droits de l'homme par le FPR-APR, Anvers, 1995 (avec Serge Desouter)

### Sélection d'articles
- « Du bon usage de la science : l'école historique burundo-française », Politique africaine, n° 37, mars 1990, p. 107-113
- « The constitutional status of ethnicity in Africa south of the Sahara », SA Public Law, 1993, p. 36-52
- « Le rôle du facteur ethnique au Rwanda et au Burundi : procès d'intention et refus du débat », in Esprit, octobre 1995, p. 178-181
- « La rébellion au Congo-Zaïre : une affaire de voisins », in Hérodote : revue de géographie et de géopolitique, n° 86-87, 3e et 4e trimestres 1997, p. 57-77